# هاسلر وايتني
هاسلر وايتني (بالإنجليزية: Hassler Whitney)‏ (23 مارس 1907 - 10 مايو 1989) عالم رياضيات أمريكي. وهو أحد مؤسسي نظرية التفرد، وله أعمال أساسية في حقول متعدد شعب والتضمين والغمر في الرياضيات وكذلك التكامل المتشاكل.
اختير عام 1947 عضوا في الجمعية الفلسفية الأمريكية، وفي سنة 1969 تسلم جائوة «ليستر ر. فورد» لمقالة من جزئبن بعنوان «رياضيات الكميات الفيزيائية». وفي سنة 1976 تسلم الميدالية الوطنية للعلوم.

## وصلات خارجية
- هاسلر وايتني في شجرة علماء الرياضيات
- O'Connor، John J.؛ Robertson، Edmund F.، "هاسلر وايتني"، تاريخ ماكتوتور لأرشيف الرياضيات
- Hassler Whitney Page - Whitney Research Group
- Interview with Hassler Whitney about his experiences at Princeton
- Hassler Whitney — The First Century of the International Commission on Mathematical Instruction